# 李觀 (涇原節度使)
李观（？—788年），唐朝河南府洛阳县（今河南省洛阳市）人。祖先自赵郡迁出，秋官员外郎李敬仁的侄孙。
李观年轻时习武艺，沉厚寡言，有将帅见识气度。唐肃宗乾元年间，向朔方节度使郭子仪进策来自荐；郭子仪让他辅佐坊州刺史吴伷，充防遏使。因丁忧解职，居住在盩厔别业。唐代宗广德初年（763年），吐蕃攻入长安，代宗奔陕州，李观率乡里子弟千余人守黑水之西，吐蕃军不敢近。岭南节度使杨慎微将去广州赴任，以李观权谋，奏请他充当偏将，辅佐军政。徐浩、李勉相继领广州，更加信任，麾下兵甲都托付给他，多次捕平剧贼。平冯崇道、朱济时有功，升任大将。跟随李勉改镇滑州，奏请授试殿中监，加开府仪同三司。传命召他入京，授右龙武将军。唐德宗建中末年（783年），泾原兵变，李观赶上番上，即领兵千余扈从德宗至奉天。德宗下诏命他负责巡警训练戍卒诸军，三天多时间，增募二千余众，排列在街道上，整肃战鼓，城内因此士气振作。德宗倚赖他，赐封二百户；二子李宏、李寓，授八品京官。德宗离开奉天至梁州，李观与令狐建、李升、韦清等咸跟随左右，立有功劳。德宗还京师，下诏李观总后军禁卫。
兴元元年（784年）闰十月，擢升为四镇北庭行军泾原节度使、检校兵部尚书。在镇四年，虽无拓边之绩，励军储粮，安定百姓。平凉会盟时，浑瑊没有防备，李观发现吐蕃狡猾阴谋，于是暗藏精兵五千埋伏在险道。浑瑊逃归时，幸赖李观的游军和李元谅互为表里得免。德宗赏赐甚厚，下诏褒美。其年，入朝京师，早一天上路，吐蕃军至期出精骑狙击，没有得手。以少府监检校工部尚书，得病去世。贞元四年（788年），赠太子少傅。